# Astragalus germainii
Astragalus germainii es una especie de planta del género Astragalus, de la familia de las leguminosas, orden Fabales.

## Distribución
Astragalus germainii se distribuye por Chile.

## Taxonomía
Fue descrita científicamente por Phil. Fue publicada en Linnaea 28: 621 (1856).